# Hybrid drive

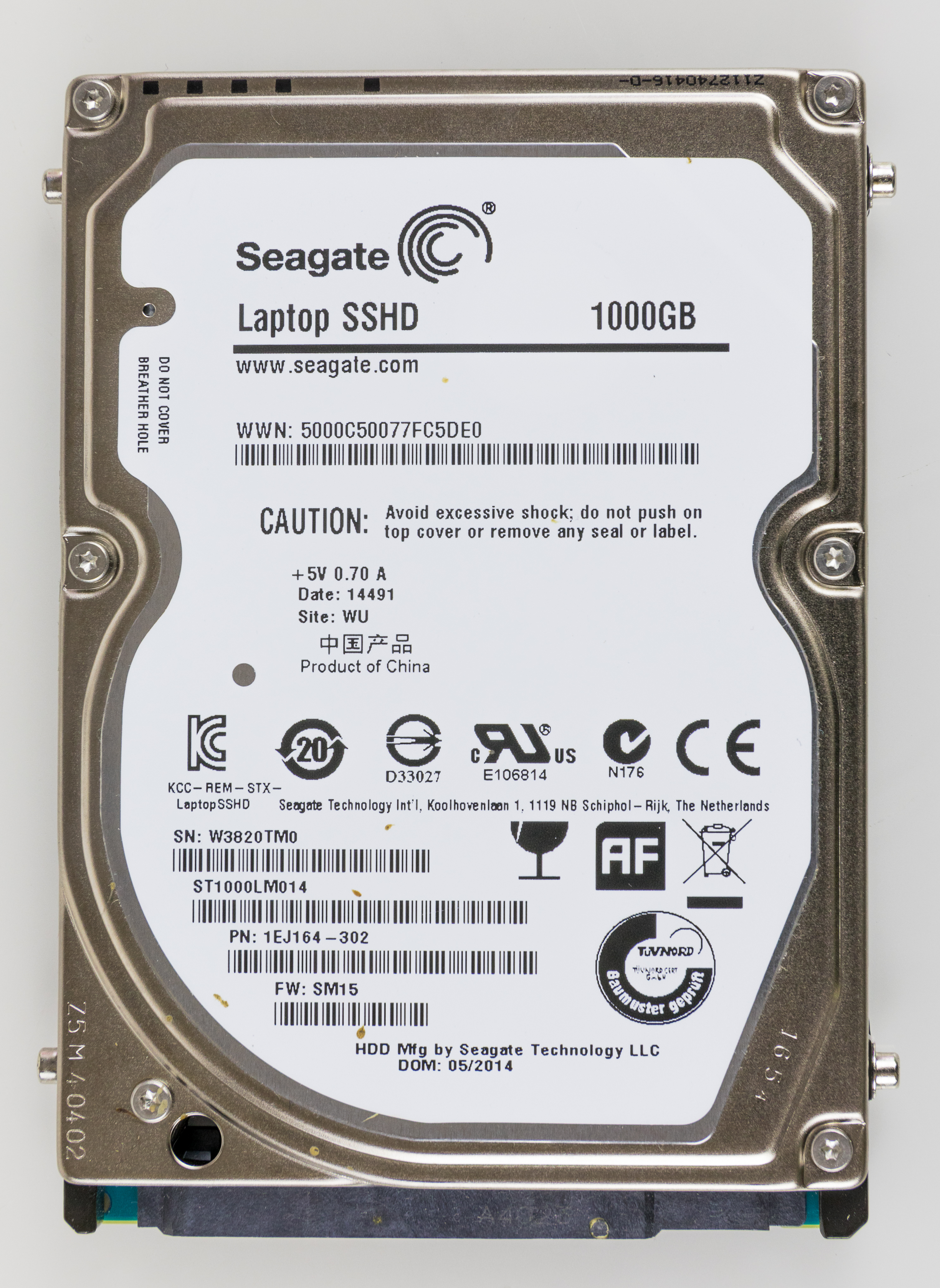
SSHD Seagate 1000Gb

En hybrid drive (HHD, eller SSHD) är en datalagringsenhet/hårddisk som kombinerar 
de båda teknikerna solid state drive (SSD) med dess snabbhet som är dyrt, och den traditionella mekaniska hårddisken HDD med sin kostnadseffektivitet.
Tekniken i en hybrid går ut på att man använder hårddiskens SSD-del som cache för data som finns på den mekaniska delen.
Detta förbättrar prestandan avsevärt genom att den data som förändras mest över tiden flyttas över i SSD-delen, medan den mest statiska datan ligger kvar i den billigare mekaniska delen.